# Zapolje (wołost Wiazjewskaja, dawna wołost Sosonskaja)
Zapolje (ros. Заполье) – wieś (ros. деревня, trb. dieriewnia) w zachodniej Rosji, w wołosti Wiazjewskaja (osiedle wiejskie) rejonu diedowiczskiego w obwodzie pskowskim.

## Geografia
Miejscowość położona jest nad rzeką Gorodianka, 26 km od centrum administracyjnego osiedla wiejskiego (Pogostiszcze), 22,5 km od centrum administracyjnego rejonu (Diedowiczi), 116 km od stolicy obwodu (Psków).

## Demografia
W 2010 r. miejscowość zamieszkiwały 3 osoby.